# Willi Jahnke
Willi Jahnke (* 29. August 1906 in Rixdorf; † 1. Januar 1992) war ein deutscher Politiker (SED), Gewerkschafter und Widerstandskämpfer gegen den Nationalsozialismus. Er war Bezirksbürgermeister von Berlin-Lichtenberg und Berlin-Prenzlauer Berg sowie Erster Stellvertreter des Ministers für Gesundheitswesen der DDR.

## Leben
Jahnke, Sohn eines Bauarbeiters, besuchte die Volksschule und als Förderschüler das Gymnasium bis zur Untertertia. Nach einer kaufmännischen Lehre arbeitete er als Angestellter unter anderem bei der „Allianz Versicherung“. Seit 1922 gewerkschaftlich organisiert, trat er 1926 der Kommunistischen Partei Deutschlands (KPD) bei. 1932 wurde Jahnke als „roter“ Betriebsrat entlassen, von 1932 bis 1934 war er Mitglied der Reichsleitung der Revolutionären Gewerkschafts-Opposition.
Nach der „Machtergreifung“ der Nationalsozialisten beteiligte sich Jahnke am Widerstand gegen das NS-Regime. Am 29. Januar 1934 wurde er verhaftet und im April 1934 vom Kammergericht Berlin wegen „Vorbereitung zum Hochverrat“ zu dreieinhalb Jahren Zuchthaus verurteilt. Seine Haft verbrachte er im Zuchthaus Brandenburg sowie in den KZ Sachsenhausen und Buchenwald.
Als im Juli 1937 Buchenwald aufgebaut werden sollte, gingen auf Beschluss der illegalen Lagerleitung mit dem ersten Transport Jahnke, Walter Husemann und Willi Mohr von Sachsenhausen nach Buchenwald. So sollte sichergestellt werden, dass auch in dem neuen Lager die wichtigsten Verwaltungsfunktionen, sofern sie mit Häftlingen besetzt wurden, in die Hände einer neu aufzubauenden illegalen Lagerleitung gerieten.
Nach seiner Entlassung aus dem KZ Buchenwald am 29. August 1938 arbeitete Jahnke zunächst als Bauarbeiter, später erneut als kaufmännischer Angestellter. Im Dezember 1939 wurde Jahnke erneut festgenommen und im Polizeipräsidium Berlin für vier Wochen festgehalten. Am 3. Februar 1943 wurde Jahnke zum Strafbataillon 999 gepresst und in Griechenland und Ägypten eingesetzt. Jahnke geriet 1945 in Ägypten in britische Kriegsgefangenschaft.
Am 11. Februar 1947 kehrte er nach Deutschland zurück und wurde Mitglied der Sozialistischen Einheitspartei Deutschlands (SED) sowie Mitarbeiter beim Bundesvorstand des Freien Deutschen Gewerkschaftsbund (FDGB). 1949/50 war er stellvertretender Vorsitzender der Versicherungsanstalt Berlin (Sozialversicherung). 1950/51 studierte er an der Parteihochschule „Karl Marx“ der SED. Anschließend war er von 1951 bis 1955 Geschäftsführer des Rates der Sozialversicherungsanstalt Berlin (Ost).
Von 1955 bis 1959 war Jahnke Bürgermeister und Vorsitzender des Rates des Stadtbezirkes Berlin-Lichtenberg. Von 1959 bis 1964 fungierte er als Staatssekretär und Erster Stellvertreter des Ministers für Gesundheitswesen der DDR und war zeitweilig Mitglied des Präsidiums des FDGB-Bundesvorstandes. Von Februar 1964 bis 1969 war er erneut Bezirksbürgermeister, diesmal des Stadtbezirkes Berlin-Prenzlauer Berg.
Von 1972 bis 1981 fungierte er als Vorsitzender des Bezirksausschusses Berlin der Volkssolidarität.

## Auszeichnungen
- Karl-Marx-Orden (1981)